# 布里奥尼
布里奥尼（意大利语：Brioni）是一家意大利和法國奢侈男装公司，1945年成立于罗马，经营西裝、皮具、鞋类、眼镜和香水。主要生产工厂位于阿布鲁佐大区的彭内。

## 历史
1945年，Brioni由企业家Gaetano Savini和裁缝Nazareno Fonticoli创立。品牌名称指的是布里俄尼群岛，曾经是意大利领土但现在是克罗地亚的一部分。
1952年，布里奥尼在佛罗伦萨皮蒂宫举办了历史上第一场男装时装秀。在罗马via Barberini 79开设了第一家Brioni商店，这是一家男装精品店。
1985年，Brioni在彭内创建了 Scuola di Alta Sartoria。
2011年被法国开云集团收购。
Mehdi Benabadji 自2019年12月起担任Brioni首席执行官，Norbert Stumpfl自2018年10月起担任创意总监。